# Berlin modern stílusú lakótelepei
Berlin modern stílusú lakótelepei az összefoglaló elnevezése annak a hat, Berlin különböző városrészeiben és régi külvárosaiban található lakótelepnek, amelyek 2008 júliusában az UNESCO világörökségek listájára kerültek.

## A városrészek listája
- Bohnsdorf
- Britz
- Charlottenburg
- Prenzlauer Berg
- Reinickendorf
- Wedding

Ezeket a negyedeket 1913 és 1934 között a klasszikus modern építészet szellemében tervezték és építették. A mai városrészek lakótelepeinek stílusa jól mutatja az első világháború után kialakult lakáshiány enyhítésére történt szociális építkezések stílusát. Letisztult, új formáival és igényeivel ezek a lakótelepek jellemzőek a 20. század építészetére és várostervezésére.
A szóban forgó lakótelepek tervezése elsősorban Bruno Taut és Martin Wagner nevéhez fűződik, bár más építészek is részt vettek benne, úgy mint Hans Scharoun vagy Walter Gropius. A legrégebbi modern berlini lakónegyed a Taut által tervezett Falkenberg Kertváros, amely már az 1930-as évek elején az új, tárgyilagos stílusban emelt Fehér Várost és a Siemensstadt nagytelepet zárja le.

## A lakótelepek listája
| Lakónegyed neve                         | Városrész (kerület)                                 | Az építés ideje | Tervező                                        | Építészek                                                                              | Kép |
| --------------------------------------- | --------------------------------------------------- | --------------- | ---------------------------------------------- | -------------------------------------------------------------------------------------- | --- |
| Falkenberg Kertváros (Tintásüveg-telep) | Bohnsdorf (Treptow-Köpenick kerület)                | 1913–1916       | Bruno Taut                                     | Bruno Taut Heinrich Tessenow                                                           |     |
| Schillerpark                            | Wedding (Mitte kerület)                             | 1924–1930       | Bruno Taut                                     | Bruno Taut Max Taut (Újjáépítés) Hans Hoffmann (Folytatás)                             |     |
| Britz Nagytelep (Patkó-telep)           | Britz (Neukölln kerület)                            | 1925–1930       | Bruno Taut                                     | Bruno Taut Martin Wagner                                                               |     |
| Carl Legien telep                       | Prenzlauer Berg (Pankow kerület)                    | 1928–1930       | Bruno Taut                                     | Bruno Taut Franz Hillinger                                                             |     |
| Fehér Város                             | Reinickendorf (Reinickendorf kerület)               | 1929–1931       | Otto Rudolf Salvisberg Martin Wagner (közösen) | Otto Rudolf Salvisberg Bruno Ahrends Wilhelm Büning                                    |     |
| Siemensstadt (Körtelep)                 | Charlottenburg (Charlottenburg-Wilmersdorf kerület) | 1929–1934       | Hans Scharoun Martin Wagner (közösen)          | Hans Scharoun Walter Gropius Otto Bartning Fred Forbat Hugo Häring Paul Rudolf Henning |     |

## Fordítás
Ez a szócikk részben vagy egészben  a   Siedlungen der Berliner Moderne című német Wikipédia-szócikk ezen változatának fordításán alapul.  Az eredeti cikk szerkesztőit annak laptörténete sorolja fel. Ez a jelzés csupán a megfogalmazás eredetét és a szerzői jogokat jelzi, nem szolgál a cikkben szereplő információk forrásmegjelöléseként.